# Kesztner Zoltán
Kesztner Zoltán (Rahó, 1875. – Makó, 1942. január 22.) a makói villanytelep igazgatója, József Attila makói évei alatt egyik barátja. 

## Életpályája
A Műegyetem elvégzése után a Ganz és Társa Villamossági Rt. elektromérnöke lett. Ő irányította a pozsonyi villamosvasút építését, és 23 évesen (1897) e vasút igazgatóhelyettese lett. Hosszabb időt töltött Moszkvában. Részt vett az észak-olaszországi villamosvasút-építésben és Egyiptomban az asszuáni vízműtelep építésében. 1912-ben került a makói villamostelep élére; itt dolgozott nyugdíjba vonulásáig. 1918-ban – a polgári forradalom kikiáltásakor – a népgyűlés megválasztotta a helyi Nemzeti Tanács tagjai közé. 1919-től már semmilyen politikai szereplést nem vállalt. 1922-ben ismerkedett meg József Attilával, akit pártfogásába vett.
Még Pozsonyban nagyfeszültségű áramütés érte; másfél emelet magasságból lezuhant, medencéje eltört, haláláig bicegve járt, és sokat szenvedett.
Sírja a makói római katolikus temetőben található.

## Családja
Szülei: Kesztner Antal (1837–1916) járásbíró és Bikfalvy Ilona (1850–1944) voltak. Felesége, Molnár Mária Auguszta (1882–1946) volt. 
Fia, ifj. Kesztner Zoltán (1912–?) volt, aki 1938. december 17-én Makón nőül vette Balla Saroltát (1912–1975). Fiuk: Kesztner Zoltán (1939-).